# Julia Dolgorúkova
Julia Vitalievna Dolgorukova (en ruso: Юлия Витальевна Долгорукова) (Moscú, 21 de febrero de 1962) es una pintora rusa, miembro correspondiente de la Academia Internacional de Artes Contemporáneas 2020.

## Biografía
Dolgorukova nació en Moscú. Se graduó de la Escuela de Arte de Moscú como diseñadora gráfica y asistió a cursos en el Instituto Poligráfico de Moscú, estudió con J. Bisti y A. Cedric. En 1990 asistió a conferencias y talleres en la Academia de Bellas Artes Michael Lesehr de Stuttgart. Sus obras incluyen pinturas de caballete, dibujos y decoración de teatro, así como moda e interiorismo. En 1981 fue aceptada en la sección juvenil de la Unión de Artistas de Moscú y en 1997 se convirtió en miembro de la Unión de Artistas de Moscú. Desde 1991 es miembro de la Unión Creativa de Artistas de Rusia. Desde 1981, ha participado en más de 60 exposiciones. Entre ellos se encuentran las exposiciones de jóvenes artistas moscovitas MOSKh (Unión de Artistas de Moscú), exposición de obras de artistas soviéticos, dedicada al 150 aniversario de los ferrocarriles del país (en Moscú y Leningrado), exposiciones nacionales en 1988, 1989 y 1991 años en Moscú, la exposición "Art Myth - 93" en Manège de Moscú, en la exposición jubilar en Gogol Boulevard en 1995, dedicada al 20 aniversario de la exposición de pintura en el pabellón "apicultura" en VDNH con Eduard Drobitsky, Oscar Rabin y otros artistas inconformistas y otros. Exposiciones personales en Moscú (1986, 1993, 1995, 1999, 2000, 2004, 2005, 2006, 2008), Stuttgart (1990, 1991), Herrenberg (1992), Kaluga (1993), Tarusa (1994, 2001), Kostroma (1994). Marmaris (1999), Alexandrov (2002), Maloyaroslavets (2003), Sharm el-Sheikh e (2005), Mikkeli (Finlandia, 2007), Alanya (Turquía, 2009), París (2010), Cannes (2010).
Julia Dolgorukova participó en exposiciones con artistas famosos: Ernst Neizvestny, Eduard Steinberg, Oleg Tselkov, Vladimir Nemukhin y otros. Dolgorukova está trabajando en paisajes, naturaleza muerta, temas de fantasía. Entre las obras creó el cuadro "Mañana en Foros " (1981), "Aksinino. Iglesia" (1982), "El nuevo barrio. Tríptico" (1983), una serie de pinturas basadas en la novela de Bulgakov "El maestro y Margarita". "Margarita y el diablo", "El funeral de Berlioz", "Ha-Notsri y Pilato", "Margarita y Woland", "Ballet en el palacio de Poncio Pilato ", etc., (creado por el artista para la ópera de V. Geviksman "La Maestro y Margarita ", que luego se presentó como exposición individual" Sadovaya, 302-bis "de la casa-museo Bulgakov)," Danza de la lluvia púrpura "(1997)," Naturaleza muerta con peras "(2004), "Pas de Deux", " Giselle ", "Dance of Fire" (2009) y otros. Para el teatro de Moscú Novaya Opera, Julia Dolgorukova junto con el artista D. Dikov diseñaron el vestuario y la escenografía de la ópera "O Mozart , Mozart!" (presentado en Kostroma State Historical and Architectural Museum-Reserve en el festival "Milestones" en 1994).
Las obras de Dolgorukova también se presentan en varios museos de renombre y colecciones privadas, entre ellos: Reserva-Museo Histórico y Arquitectónico Estatal de Kostroma , Museo de Arte Regional de Kaluga , Museo de Marina Tsvetáyeva en Alexandrov, Museo de Marina Tsvetáyeva en Bolshevo, Tarusa Museo de la familia Tsvetayevs, Casa Museo de la Colección Maximilian Voloshin (Koktebel), Casa Museo de la Colección de Antón Chéjov (Yalta), Museo Tarusa y Colección Ullrich Springer, (Stuttgart). Dolgorukova fue pintora y diseñadora de varios temas de programas de televisión y artículos en publicaciones rusas y extranjeras. En mayo y octubre de 2018, Dolgorukova se convirtió en la ganadora del concurso internacional AEA -2018 (temporada de primavera), (temporada de otoño) "Art. Excellence. Awards" (medalla de plata), AEA-2019 (temporada de primavera) (medalla de oro), AEA-2020 (temporada de otoño) (medalla de oro).

## Gallery

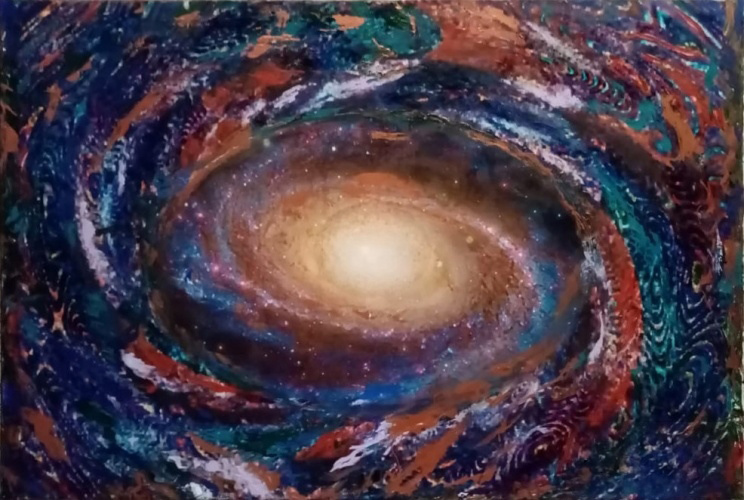
THE ALL-SEEING EYE 2020
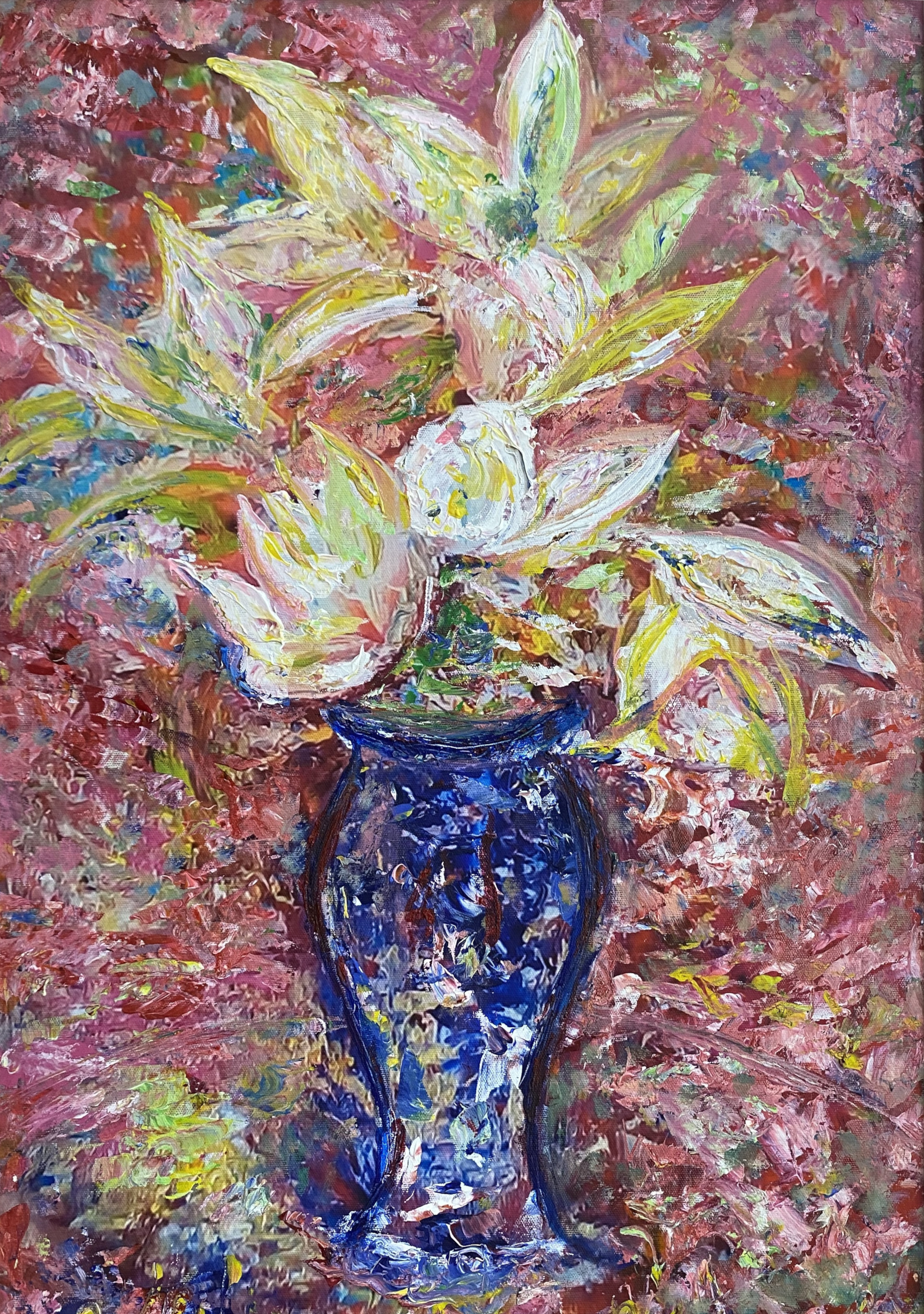
Lilies in a blue vase 2018
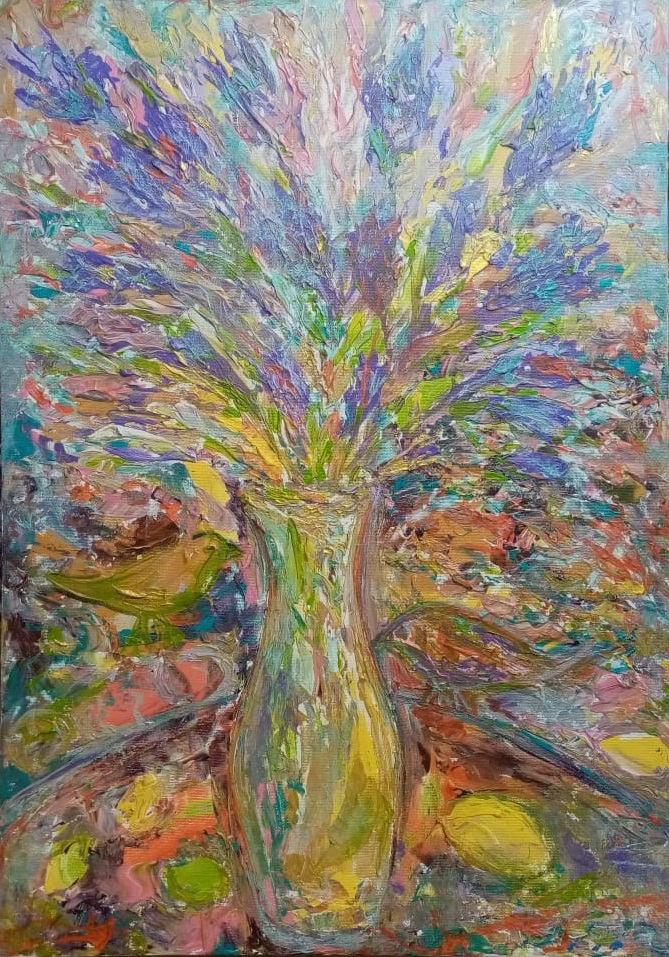
Bouquet of irises with yellow canaries. 2021
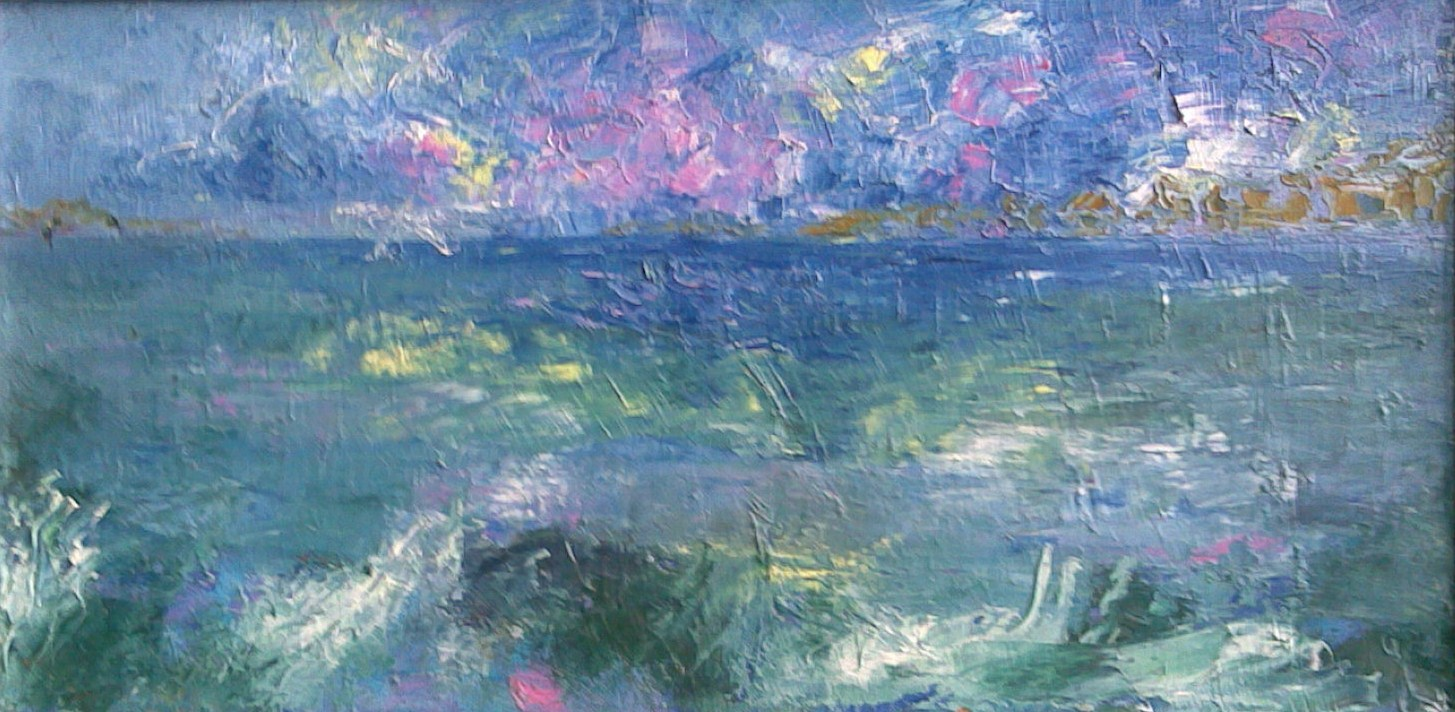
Red sea. 2006
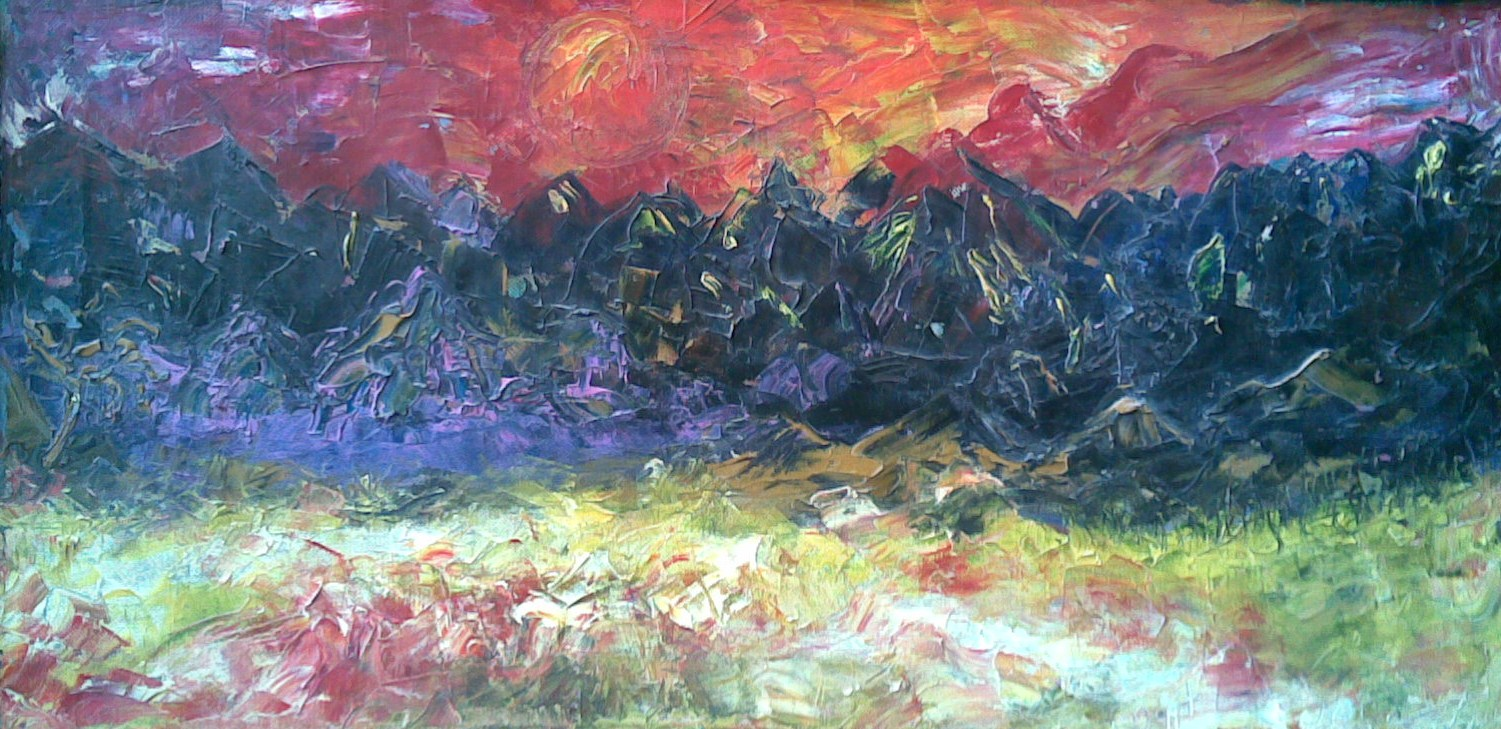
Desert in the evening. 2006
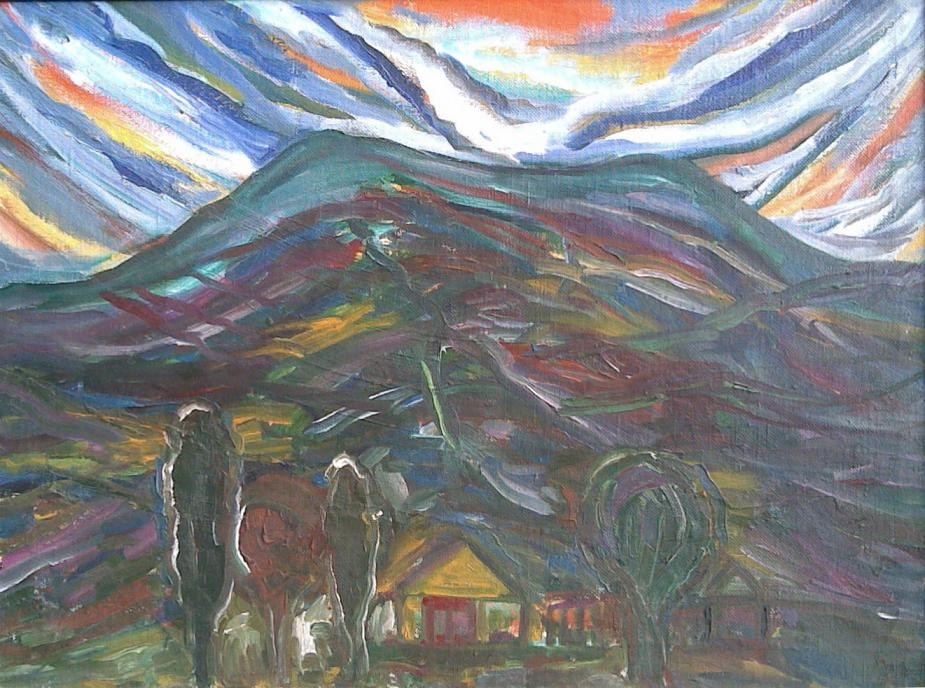
Mount Sober 1994
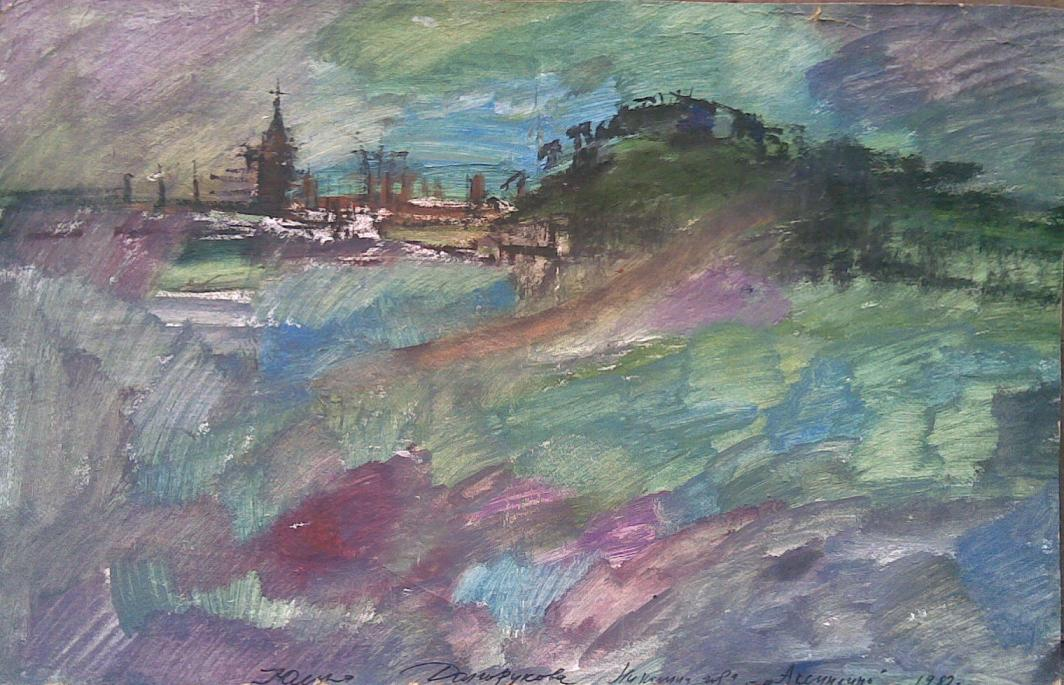
Aksin'ino. Church 1982
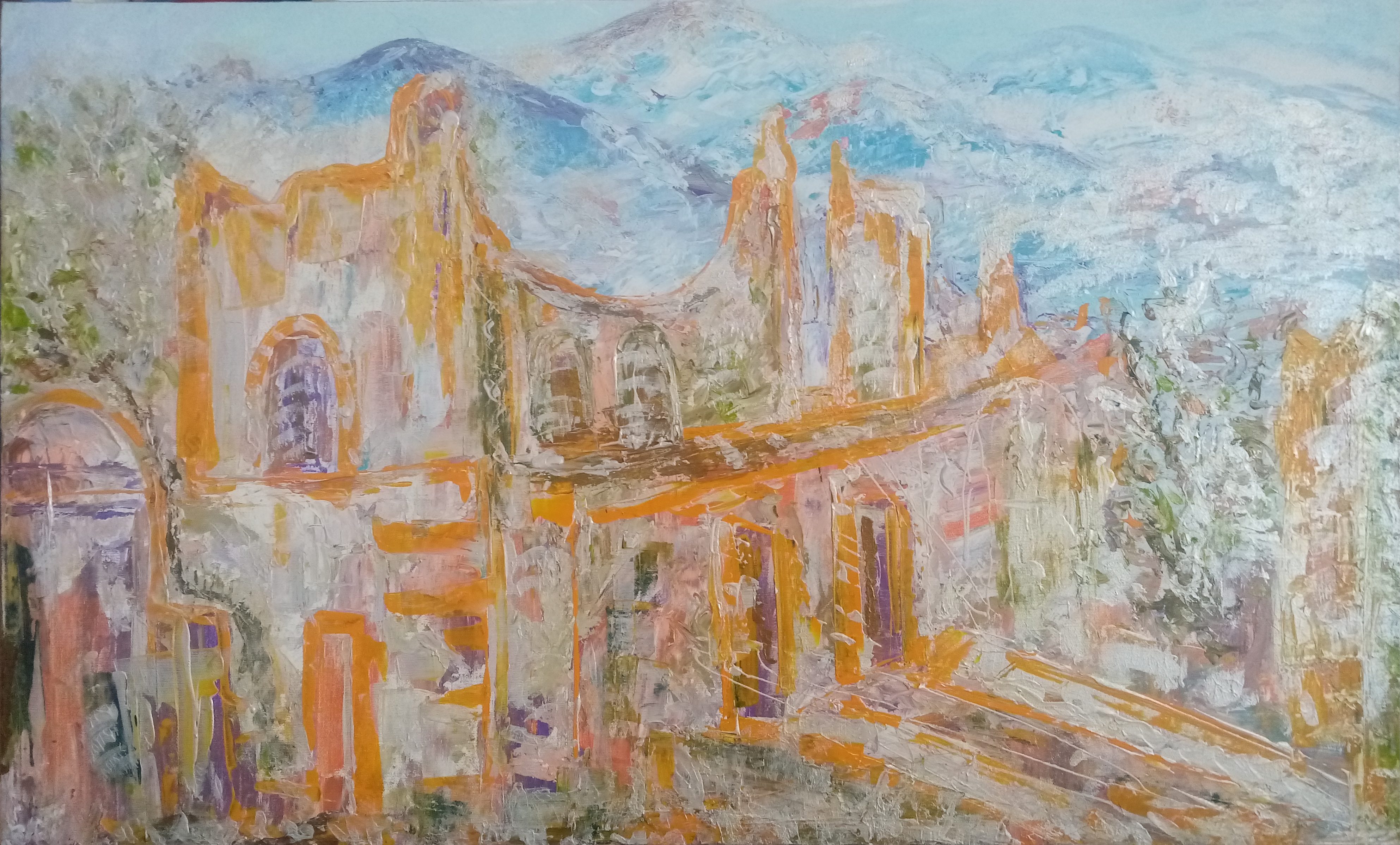
Siedra. 2021
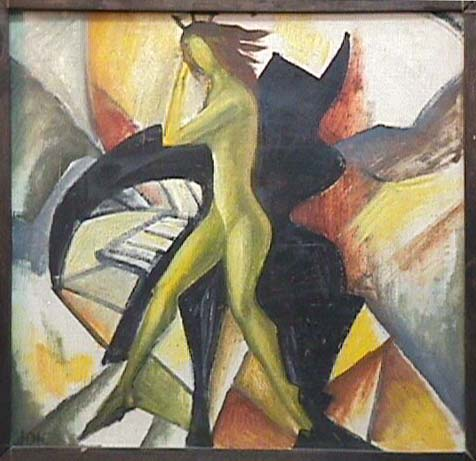
Margarita and Voland. 1994
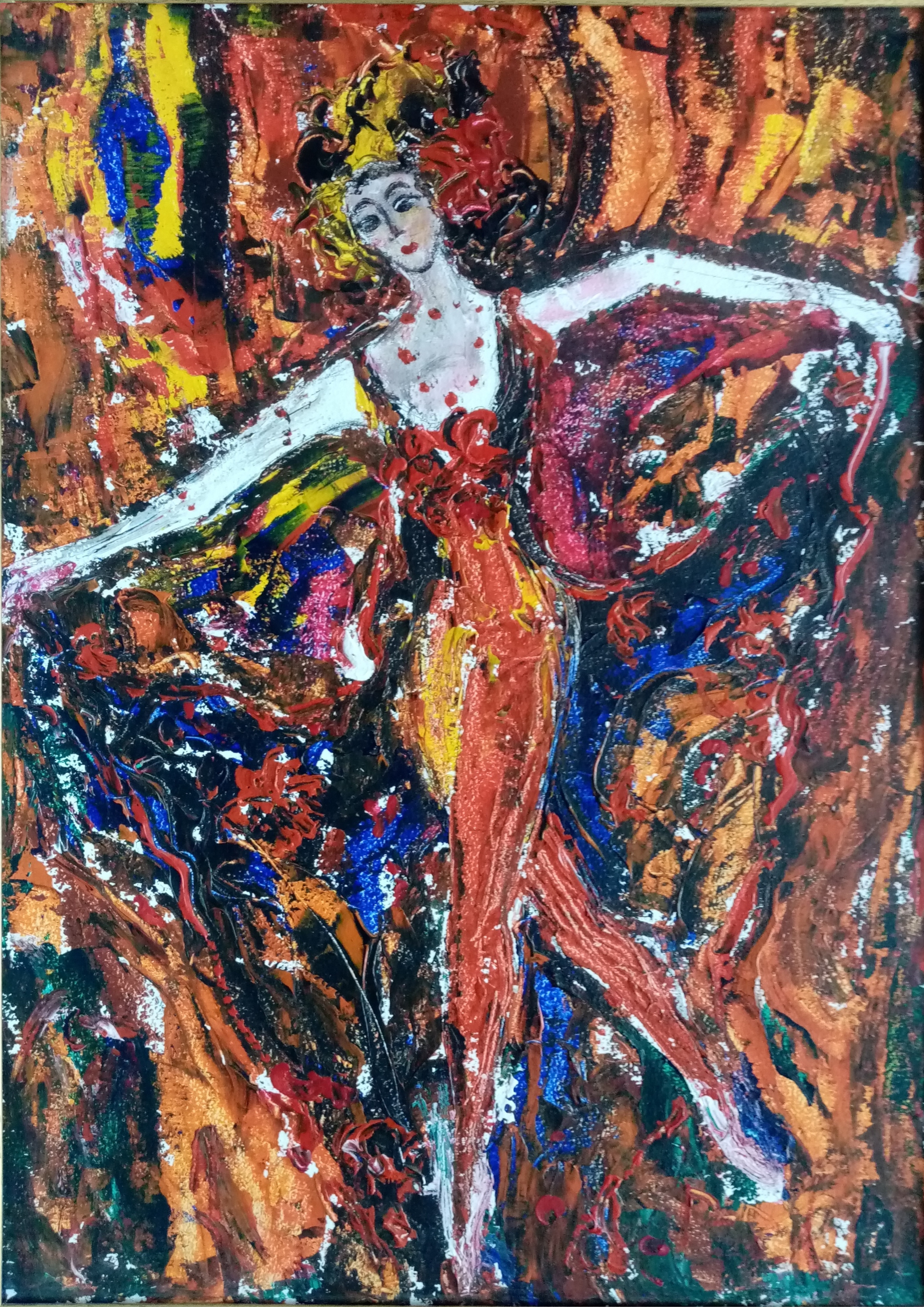
Dance of fire 2009